# 麦肯尼大街有轨电车
M線（英語：M-line）是在美国德克萨斯州达拉斯运营的一条有轨电车线路。这是一条复原传统线路后、使用旧式有轨电车车辆运营的线路。线路全长主要途径达拉斯上城的麦肯尼大街。该线路由当地交通局跟政府资助，向公众免票。在当地交通局的地图上这条有轨电车线路被标为825路电车。
这条有轨电车线路跟达拉斯轻轨红线及蓝线在城市广场站可以换乘。
目前该线路南方终点靠近达拉斯美术馆，也有计划继续向南延长。